# Giacinto Bellini
Giacinto Bellini – włoski malarz, aktywny w epoce baroku (XVII w.). Urodzony w Bolonii, był uczniem Francesco Albani. Malował w pracowni Franceschino Caracci.